# Giovanna Righini Ricci
Giovanna Righini Ricci (San Bernardino di Lugo, 7 settembre 1933 – Bologna, 24 ottobre 1993) è stata un'insegnante, pedagogista e scrittrice italiana di libri per ragazzi, di saggi e articoli su tematiche legate all'educazione e all'istruzione.

## Biografia
Giovanna Ricci, che avrebbe poi preso a farsi chiamare Giovanna Righini Ricci dopo il matrimonio con Ivo Righini, nasce a San Bernardino, una frazione di Lugo. Nel 1940 la famiglia si trasferisce nella vicina Conselice, dove Giovanna frequenta le scuole elementari e le medie inferiori. Consegue la maturità classica presso il liceo ginnasio "F. Trisi" di Lugo e nel 1957 si laurea in lettere a Bologna con una tesi su Guy de Maupassant. Inizia ad insegnare, dapprima francese in un istituto magistrale privato a Bologna, poi italiano in vari istituti superiori e scuole medie.
La prima pubblicazione L'ombra dei sogni risale al 1959, ma il vero esordio avviene nel 1964 con la novella Il nonno: questa novella autobiografica è una versione ritoccata del precedente racconto Nel cavo della mano, che aveva vinto il concorso letterario bandito dall'associazione bolognese Famiglia Romagnola ed era stato pubblicato sul Resto del Carlino di Bologna, allora diretto da Giovanni Spadolini, e su La Nazione di Firenze. Da questo momento in poi Ricci dedicherà gran parte del suo tempo alla narrativa e coltiverà molte amicizie letterarie, che la sproneranno a raccontare e a raccontarsi. Tra il 1963 e il 1965 scrive molte novelle e racconti brevi che vengono inviati regolarmente all'associazione Famiglia Romagnola. Questi primi racconti hanno come sfondo il mondo contadino; oltre alla descrizione dei luoghi, il tema più importante è il senso di sradicamento che pervade i personaggi.
Nel febbraio 1965 il dirigente scolastico e critico letterario Paolo Lorenzetti scrive a Ricci, lamentando che a suo avviso la scuola italiana stia attraversando un periodo di profonda crisi a seguito della riforma della scuola media unica. Introdotta nel 1962, la riforma viene vista dallo studioso come il modo per "declassare la nostra cultura" poiché per "renderli tutti uguali, si abbandonano gli alunni migliori per incatenarli ai peggiori". Pur conoscendo l'opinione divergente della scrittrice, la invita a raccontare la propria esperienza educativa su «Rassegna di cultura e vita scolastica», rivista fondata e diretta da Amleto di Marcantonio. Nasce così nel 1964 La tela di Penelope, Scuola democratica ispirata ai principi della Costituzione, un diario pedagogico vivo sul difficile cammino della riforma.
Nel 1972, già sposata, si trasferisce a Torino, dove insegna dapprima presso la scuola media "Ungaretti", poi alla "Perotti". Nel 1978 lascia la professione per dedicarsi principalmente alla narrativa. In questo periodo si dedica anche alla stesura di manuali scolastici, articoli e saggi. Tra gli anni '60 e 70, Giovanna Righini Ricci promuove inoltre l'educazione alla sessualità, tema sul quale nel 1974 pubblica "Esperienze di educazione sessuale nella scuola media dell'obbligo". Nel 1986 ritorna a Bologna, dove rimane fino alla sua scomparsa.

## Opere

### Opere narrative
- L'ombra dei sogni[2], 1959

Christìan è un giovane emigrato in Francia che, tornato nella nativa Romagna, conosce Donatella. Fra i due nasce una tenera amicizia. Ne segue un carteggio bruscamente interrotto dalla tragica scomparsa di lei.
- Nel cavo della mano[3], 1964

Ritratto della famiglia romagnola di Tranquillo, il nonno "davanti al quale nessuno dei suoi figli osava alzare la voce". Vedi Nel cavo della mano e Un pugno di terra
- Angeli di terra[4], 1965

Lillo è un orfano di guerra. Dopo un'infanzia tormentata trascorsa con i nonni, torna al paese natale, ma sconsolato si accorge che la vecchia casa è scomparsa.
- Sosta alla casa paterna[5], 1965

Breve e intensa pagina di diario estivo, dove il ricordo nostalgico della casa natale diviene sorgente di forza interiore e accettazione del presente, con "l'animo e la grinta di sempre".
- Spartire il pane[6], 1965

L'episodio ambientato durante la guerra racconta la vicenda di un capofamiglia calmo e pieno di coraggio che offre ospitalità e protezione a un giovane partigiano, sottraendolo alla cattura degli invasori.
- L'ultimo Barbanera[7], 1965

Dopo ostinate resistenze, i figli convincono gli anziani genitori a trasferirsi in città. Nella nuova casa anche il Barbanera, il tradizionale lunario contadino, resta un simbolo inutile di un mondo che è trascorso per sempre
- Verdi battaglie[8], 1965

Questi racconti, pur avendo come sfondo la lotta di liberazione, non sono stati scritti con lo scopo precipuo di celebrarla, ma in particolare per educare i ragazzi alla non violenza e per inculcare in loro il sentimento dell'amicizia e l'avversione alla guerra. Comprende i seguenti racconti: Berto; Erano tutti miei amici; Il segreto; Il dono; La Cà Bassa; L'elmetto
- Le vittorie di Pirro[9], 1966

Il distacco dalla campagna e dalla famiglia è vissuto dal giovane protagonista con insofferenza e prepotente bisogno di fuga. In una Roma anonima e grigia, l'inquietudine di Pirro si dipana senza tregua in un tormento irrisolto.
- Le cicale[10], 1967

È un intreccio di storie ambientate nella Milano degli anni Sessanta, che vede protagonista una scolaresca di ragazze alle prese con i sogni e i tormenti della loro età: l'intuizione della scrittrice dà prova di finezza e verità, cogliendo i movimenti più sfumati e impercettibili della psicologia adolescenziale.
- L'avventura di Walter Schnaffs e altri racconti[11], 1968

Contiene le seguenti novelle introdotte e commentate dalla scrittrice: L'avventura di Walter Schnaffs, I prigionieri, Cocò, Pierrot, Chissà, Il viaggio nella Horlà, Il papà di Simone.
- Cani perduti senza collare[12], 1968

Il capolavoro di Cesbron unisce la denuncia sociale alla carità cristiana: ricco di umanità e verità psicologica, racconta le vicende dei ragazzi emarginati nella Parigi degli anni Cinquanta.
- Il segreto della Cisa[13], 1968

Un gruppo di adolescenti scopre un tesoro nei sotterranei di un antico rudere. La loro impresa, è segreta, ma alla fine, di fronte al pericolo, decidono di avvisare le autorità. Un forte senso civico pervade la conclusione di una trama avvincente, dove lo stile rapido ed efficace fa rivivere slanci e timori della preadolescenza.
- L'ultimo Vangelo[14], 1968

Sono narrate le vicende della lotta di liberazione in un piccolo paese in riva al Po. È un invito alla non violenza, una rivendicazione dei più elementari diritti: la pace, l'eguaglianza, la libertà.
- Duna, la cangurina tutta azzurra[15], 1969

Cresciuta nella foresta, Duna vive grazie al sacrificio della madre, che la protegge nascondendola ai cacciatori. Memore dell'insegnamento materno, riuscirà a salvare altri animali sottraendoli alla violenza degli uomini
- Fipo, pinguino bugiardo[16], 1970

La favola vuole divertire gli ascoltatori e far conoscere la strana vita dei pinguini; ma intende richiamare l'attenzione anche sulla vita degli animali in cattività, che, benché nutriti e curati, sono tuttavia privati del bene più prezioso: la libertà.
- Il fucile di papa della Genga, L'osteria del gatto parlante[17], 1970

Una scrittura che offre immagini vive, una narrazione avvincente e ricca di spunti storici e folckloristici sulla Romagna, utili per una lettura guidata e approfondita.
- Nel cavo della mano[18], 1970

Ventisette scorci rapidi e incisivi rievocano il quadro di una piccola società patriarcale dove passioni e vicende, sentimenti e dolori seguono il ritmo delle stagioni e dove gli uomini vivono legati alla terra, che è la loro ragione di esistere. L'opera offre un ricco repertorio di consuetudini, usanze, credenze e superstizioni popolari utili per una ricostruzione antropologica della civiltà contadina.
- Sigfrido, asinello giocherellone[19], 1970

Falso è il pregiudizio che fa ritenere l'asino poco intelligente. Se non si dimostra tale, ciò è imputabile al padrone, che spesso lo maltratta senza ragione.
- Il ballo delle cicale[20], 1971

È La prosecuzione di Le cicale. Il romanzo accompagna le protagoniste fino alle soglie della giovinezza.
- Ragazzi sulla linea del fuoco[21], 1971

Versione rivista di Verdi Battaglie, comprendente anche Gli stivali e Il rosmarino è fiorito.
- Gente del Po[22], 1972

Perfezionamento e rivisitazione di "L'ultimo Vangelo".
- Incontri d'estate[21], 1972

Amicizie valide, amicizie pericolose: al mare il keniano Mohamed toglie dai guai la protagonista Alida agendo con energia e dolcezza insieme; in montagna il pigro e timido Paolo riceve fiducia in sé stesso dall'amicizia di Alida. È una storia piena di vita e fitta di dialoghi che affronta la difficile problematica del rapporto fra genitori e figli, fra giovani e adulti
- I figli di Kira[21], 1973

Sono tredici racconti ecologici che vedono protagonisti animali parlanti ma fedelmente descritti nel loro habitat naturale. L'autrice ne racconta le vicende ora divertenti ora drammatiche, dove i protagonisti si trovano ad affrontare la presenza dell'uomo, a volte minacciosa e crudele, talora saggia e benefica.
- Le scapole dell'angelo[23], 1973

In un gruppo di ragazzi di varia estrazione sociale spicca Lorenzo, il protagonista timido e disadattato, da poco immigrato a Milano con la famiglia. Il romanzo racconta la sua maturazione personale attraverso l'amicizia e la solidarietà e affronta problemi sociali come l'emigrazione e l'inserimento in società diverse per valori ed organizzazione economico-sociale. Le vicende narrate offrono lo spunto per indagare la condizione giovanile dal punto di vista sia sociale sia psicologico e relazionale.
- La collina delle iguane[23], 1977

Attraverso una crociera con sosta anche in Messico, l'autrice presenta ai lettori luoghi affascinanti ma soprattutto i contrasti tra miseria e ricchezza, tra disperazione e felicità. Nella cittadina messicana di Mazaplan, Alex incontra Felipe e la loro amicizia segna il punto d'incontro tra due mondi distanti. Ricco di spunti psicologici, antropologici ed esistenziali, il romanzo intende stimolare nei ragazzi un atteggiamento critico verso i grandi problemi del nostro tempo.
- Il mondo di Paolino[24], 1979

La vita quotidiana di una famiglia è raccontata attraverso una gustosa sequenza di immagini colte dagli occhi.di un bambino e del suo cane. La trama semplice e lineare accompagna la crescita del protagonista durante gli anni dell'infanzia. Agile e veloce, il romanzo è ricco di spunti socio-psicologici sul mondo della famiglia
- Gli animali e l'uomo[25], 1980

Motivo conduttore di quest'antologia è il rapporto che si instaura tra l'uomo e gli animali e le sue trasformazioni nel tempo. Partendo dai racconti più semplici e divertenti nei quali i protagonisti sono gli animali stessi, si passa a problematiche più complesse, dove il rapporto uomo-animale viene esaminato in profondità.
- Là dove soffia il Mistral[23], 1980

Ambientato nella regione francese della Camargue, sul delta del Rodano, il romanzo offre lo scenario di una natura affascinante e selvaggia e vede protagonisti due ragazzi che qui si incontrano durante una vacanza estiva. Ne nasce un sentimento delicato, intrecciato a una trama che si tinge di giallo ma il cui tema dominante resta il problema della responsabilità dell'uomo verso la natura.
- Le cicale[26], 1982

Nuova edizione con altra casa editrice
- Il ballo delle cicale[26], 1982

Nuova edizione con altra casa editrice
- Platone cane dormiglione[27], 1982

È una vicenda quotidiana in forma di favola illustrata sull'amicizia fra il piccolo Pepe e un enorme San Bernardo placido e giocherellone.
- Un pugno di terra[28], 1982 (versione rivista di Nel cavo della mano) – Opera autobiografica. Una famiglia contadina patriarcale dove il nonno domina su tutti, molti bambini, parenti, amici e vicini, il lavoro dei campi duro, faticoso e scandito dalle stagioni sono la cornice in cui si racchiude l'infanzia della protagonista del romanzo.

La campagna, una famiglia di contadini dominata dalla figura patriarcale del nonno, una folla di marmocchi, parenti, amici e vicini; l'intenso lavoro dei campi che si snoda al ritmo delle stagioni: questa è la cornice che racchiude l'infanzia della protagonista del romanzo. La narrazione in chiave autobiografica ne fa una lettura piacevole anche per i lettori ancora inesperti
- Alla fine del sentiero[23], 1985

Racconta la vacanza estiva trascorsa da Chiara in Canada, dove, attraverso l'amicizia con il giovane Aigle Noir, conosce la difficile condizione degli indiani nelle riserve. Il romanzo presenta un intreccio avvincente e affronta temi quali l'amicizia e la scoperta di nuovi mondi ma anche problemi sociali come l'emarginazione, il contrasto fra benessere e povertà, tra società moderna e identità culturale
- Il sogno di Hassan[21], 1985

Solo dopo interminabili peripezie e dopo aver superato stenti e difficoltà di ogni sorta, il giovane tuareg Hassan riesce a coronare il suo sogno: raggiungere Marrakech. Con questo romanzo l'autrice affronta il dramma delle nuove generazioni del Terzo mondo spinte all'emigrazione dal desiderio di cambiare le loro millenarie abitudini di vita divenute ormai umanamente insostenibili
- I giorni della luna crescente[23], 1987

Al centro della storia c'è un gruppo di ragazzi di scuola media. Sono vicende diverse, che si svolgono separatamente e talvolta si intersecano. Particolare cura è dedicata a delineare da una parte la trama dei rapporti interpersonali nell'ambito familiare, dall'altro il formarsi di sentimenti di simpatia, amicizia, solidarietà, amore
- Ombre sul Nilo[29], 1990

La trama, avvincente e ricca di suspense, si svolge nello scenario del deserto egiziano. Kalil libera Mary Beth prigioniera dei terroristi. Nell'intreccio sentimentale, la poetica dell'incontro fra i due protagonisti, appartenenti a culture molto diverse, diviene esperienza di risveglio a una vita più matura e consapevole.
- Le stagioni dell'arcobaleno[30], 1990 (versione ampiamente rielaborata di Le cicale e Il ballo delle cicale)

La vita adolescenziale ha tutti i colori dell'iride, dal rosa più tenero all'indaco più profondo. L'autrice ripropone, dopo oltre vent'anni dalla prima edizione, questa versione ampiamente rielaborata di Le cicale e Il ballo delle cicale.
- Il tesoro di Caterina[31], 1990 (versione rivista di Il segreto della Cisa)

La tensione narrativa, la vivacità dei caratteri, la penetrazione psicologica dei personaggi, l'approfondimento della problematica esistenziale degli adolescenti rendono la lettura avvincente e formativa del carattere e della personalità.
- Due di noi[32], 1992 (versione rielaborata di Incontri d'estate)

In tono volutamente brioso e leggero, il romanzo affronta i problemi dell'età adolescenziale e offre spunti di approfondimento psicologico, culturale e didattico.
- Un rifugio in fondo al mare[33], 1992 (versione rivista con aggiunte e rielaborazioni di I figli di Kira)

L'intento è quello di destare nei ragazzi il sentimento di partecipazione alla vita animale, educandoli a quei valori che trovano il loro fondamento nel rispetto della propria esistenza naturale.
- Sogni di mondi lontani[34], 1992 (versione rivista di La collina delle iguane)

Pur conservando per tutta la durata del romanzo un realismo talvolta spietato, l'autrice non manca di offrire momenti di vivace umorismo, che assicurano una lettura a un tempo utile e divertente.
- Erano tutti amici[35], 1995 (versione rivista di Ragazzi sulla linea del fuoco)

Una pagina importante della nostra storia è rievocata da una narrazione concreta e ricca di azione. I racconti offrono ai ragazzi la possibilità di riflettere sulla tragedia della guerra in modo non scolastico ma coinvolgendo i giovani su temi attuali ancor oggi e incoraggiandoli a non dimenticare.
- Nel vento della savana[23], 1995

Tre giovani dispersi nella savana vengono soccorsi dalla singolare figura di Baby Hospital, una ragazza allevata dai babbuini. Il romanzo trae spunto da un fatto di cronaca relativo alla scoperta della misteriosa bambina scimmia in un villaggio del Senegal e vuole essere un messaggio per gli uomini dell'era tecnologica, che, nonostante il progresso, "non sanno leggere, interpretare, utilizzare i messaggi contenuti nel grande libro della natura".
- Il sogno di Hassan[27], 1996

Nuova edizione con aggiornamento dell'apparato didattico
- I figli di Kira[36], 1997

Rivolto ai bambini del secondo ciclo delle scuole elementari, intende promuovere nei lettori l'acquisizione di un sistema di valori autentici, come riferimento insostituibile per la riflessione sia sul comportamento dei personaggi sia sull'agire umano.
- In viaggio con la nonna[23], 1997

Un'energica e bizzarra nonna americana di origine italiana realizza l'idea di trascorrere una vacanza insieme ai numerosi nipoti, a bordo di uno spazioso camper. Al centro della trama resta l'abilità della nonna nel tenere unito il pittoresco gruppo di ragazzi durante un'avventura estiva che, come sempre, diviene occasione di crescita attraverso il dialogo. L'autrice delinea i personaggi con raffinata penetrazione psicologica
- Nel cavo della mano[37], 2003

Destinato agli adulti ma anche ai giovani, il libro riprende edizioni precedenti, ma è un testo in buona parte nuovo, molto più ricco, ampio e completo, tanto da poter essere considerato una "saga" della civiltà contadina. Con la prefazione del prof. Ennio Dirani.
- Alla fine del sentiero[38], 2008

Racconta la vacanza estiva trascorsa da Chiara in Canada, dove, attraverso l'amicizia con il giovane Aigle Noir, conosce la difficile condizione degli indiani nelle riserve. Il romanzo presenta un intreccio avvincente e affronta temi quali l'amicizia e la scoperta di nuovi mondi ma anche problemi sociali come l'emarginazione, il contrasto fra benessere e povertà, tra società moderna e identità culturale
- Ombre sul Nilo[39], 2008

La trama, avvincente e ricca di suspense, si svolge nello scenario del deserto egiziano. Kalil libera Mary Beth prigioniera dei terroristi. Nell'intreccio sentimentale, la poetica dell'incontro fra i due protagonisti, appartenenti a culture molto diverse, diviene esperienza di risveglio a una vita più matura e consapevole.

### Opere didattiche

#### Manuali
- Guida didattico pratica al comporre[40], 1970

È un percorso didattico nella lingua italiana graduato secondo un preciso metodo induttivo, scandito secondo una sequenza che parte dall'osservazione del reale, per passare alla trattazione dell'uomo nell'ambiente, giungendo all'indagine psicologica.
- I miei esercizi di italiano in schede[41], 1971

È una serie di esercitazioni diretta all'acquisizione di una graduale padronanza della lingua secondo una didattica differenziata, finalizzata sia allo sviluppo sia al recupero dell'apprendimento linguistico
- Itinerari esplorativi[42], 1973

Si tratta di un libro aperto per una didattica operativa, che propone una vasta gamma di spunti di ricerca e approfondimento da utilizzare liberamente nel quadro di un insegnamento differenziato e personalizzato. Ogni volume è strutturato attorno alle seguenti direttrici di marcia: strumenti della ricerca geografica, itinerari geografici ambientali, itinerari turistico artistici, problemi socio-economici, letture integrative, spunti di ricerca.
- Esperienze di educazione sessuale nella scuola media dell'obbligo[21], 1974

Il libro offre testimonianze dirette e riferisce i risultati di concrete esperienze didattiche. Propone un itinerario didattico suscettibile di modifiche, a seconda delle situazioni e delle reali necessità dei ragazzi, ai quali il discorso va rivolto con scrupolo e autocontrollo, dal momento che la sperimentazione viene condotta su "materiale umano".
- Spunti per una didattica dell'italiano nella scuola media[21], 1974

Questo libro è il "manifesto" per una scuola a misura di alunno, vale a dire per una didattica aperta, induttiva e globale. Depistage, didattica di gruppo e di interclasse sono solo alcuni aspetti di un lavoro pedagogico che anticipa i nuovi programmi della scuola media. Il volume raccoglie indicazioni metodologiche e resoconti di esperienze didattiche, per offrire spunti a chi intende impostare una didattica attiva.
- Spunti per una didattica dell'italiano nella scuola media[43], 1979

Il volume è aggiornato alla luce dei nuovi programmi ministeriali del 1979 ed ampliato con capitoli sull'interdisciplinarità, sui mass media e sull'inserimento degli handicappati.
- Spunti per una didattica della storia nella scuola media[21], 1978

Il testo si propone di fornire indicazioni metodologiche su come impostare una nuova didattica della storia e dell'educazione civica veramente aperta e formativa, calibrata sulle capacità, necessità, attitudini, interessi reali degli alunni.
- L'indagine.Antologia per la scuola media[44], 1979

L'opera supera il vecchio concetto di antologia solo letteraria ed è centrata sulla dimensione interdisciplinare come chiave di volta dell'educazione linguistica. Il metodo "ciclico e a spirale" ripropone in ciascun volume la materia per grandi unità tematiche, ogni volta con angolature differenti e aperture più ampie. È una proposta operativa per l'interpretazione e l'esecuzione dei nuovi programmi della scuola media dell'obbligo
- Vivere o convivere? Corso di educazione civica per la scuola media[26], 1980

Ilvolume offre spunti didattici per un'indagine critica sui problemi dell'umana convivenza, Propone tracce di lavoro differenziate, strumenti cognitivi per la ricerca problematica, occasioni di dialogo critico, spunti per interventi operativi e interdisciplinari, attraverso i quali i ragazzi possano acquisire consapevolezza civica, autonomia di giudizio e capacità di scelta responsabile
- L'umano divenire - Corso di storia per la scuola media[44], 1981

È una guida che conduce per gradi il preadolescente all'esplorazione della vicenda storica, prospettando una visione unitaria, globale e interdisciplinare, cogliendo gli eventi umani anche nei loro aspetti antropologici, sociologici, geografici, raccordando la storia alla realtà quotidiana.
- La nuova indagine Antologia per la scuola media[45], 1984

### Saggi e articoli

#### La scuola e la didattica
- La tela di Penelope. Teoria e pratica[46] 1964
- La tela di Penelope. Il lavoro di ricerca individuale[47] 1965
- La tela di Penelope. Il consiglio di classe[48] 1965
- La tela di Penelope. L'unità di insegnamento nella nuova scuola media[49] 1965
- La tela di Penelope.Scuola democratica ispirata ai principi della costituzione[50] 1965
- La tela di Penelope.Scuola formativa e programmi[51] 1965
- Biblioteche scolastiche e letture domestiche[52] 1966
- Scuola media dell'obbligo e latino[53] 1966
- Aggiornamento psicologico degli insegnanti[54]
- Un anno di doposcuola[55] 1966
- L'educazione civica come base del dialogo[56]
- L'interclasse come esperienza di gruppo e come lavoro di sviluppo e di recupero[57] 1971
- Interclasse con classi consecutive per lo sviluppo e l'orientamento del preadolescente[58] 1972
- Un esperimento di corsi di recupero sostitutivi dell'esame di riparazione[59] 1973
- Il lavoro di gruppo come momento socializzante[60] 1973
- Un esperimento di interclasse a distanza[61] 1974
- Esami di licenza media:colloqui e interdisciplinarità[62] 1974
- Maestri e professori:due mondi che si incontrano,che spesso si...scontrano![63] 1974
- La lezione itinerante come presa di coscienza della realtà ambientale[64] 1975
- Il momento dell'apprendimento in una didattica a misura d'uomo[65]
- Scuola dell'obbligo e strumenti di valutazione[66] 1976
- Il recupero delle potenzialità comunicative come base dell'educazione[67] 1977
- La conoscenza dell'alunno come base di un'educazione formativa[68] 1977
- Criteri di valutazione e strumenti operativi[69] 1977
- Didattica differenziata e scuola dell'obbligo[70] 1977
- L'inserimento degli handicappati nella scuola media[71] 1979
- Come si legge il giornale in classe[72], 4/9/1979
- Il giornale in mano ai ragazzi come elemento vivo di dialogo[73], 22/9/1979
- Ogni ragazzo potrà usare il giornale a modo suo[74], 27/9/1979
- Leggere i giornali a scuola per capire un po' meglio la realtà quotidiana[73], 13/10/1979
- Educazione civica come raccordo interdisciplinare e come base del dialogo[75] 1979
- Interazione scuola-famiglia-quartiere:cronaca di una esperienza didattica[76], dicembre 1979
- Quotidiani in classe come e perché[77] 1980
- Televisione ed educazione[78] 1981
- La comunicazione televisiva e i suoi limiti[79], gennaio-giugno 1981
- Poesia come promozione del gusto estetico e come stimolo intellettuale[80] 1982
- Scuola come palestra di vita democratica[81] 1983
- Scuola dell'obbligo,depistage e programmazione[82] 1984
- Diario personale come conoscenza di sé[83], 15/4/1985
- Televisione,videodipendenza e scuola[84], 1/12/1986
- Giova a chi resta[85], maggio-giugno 1986
- Il laboratorio teatrale[86], 5/1/1987
- Scuola e computer[87], marzo-aprile 1987
- Un Lollipopper i giovani pedoni italiani?[76], gennaio-febbraio 1989
- Poesia e...fragole[88], 15/3/1988
- Multimedia e scuola:appunti su un convegno[89], gennaio-febbraio 1992
- Didattica dell'italiano,della storia ed educazione civica nella scuola media[90]

#### La narrativa
- Libri di testo e adozioni nella scuola media[91] 1966
- Maupassant e il romanzo psicologico 'Pierre et Jean'[92], gennaio 1967
- Libri di narrativa per la scuola media dell'obbligo[93], febbraio 1970
- Lettura e narrativa nella scuola media dell'obbligo[94], luglio-settembre 1974
- Narrativa per la scuola media dell'obbligo[95], marzo-aprile 1979
- A tu per tu con la narrativa[96], 15/3/1986
- Narrativa come base di esperienze pluridisciplinari[97], ottobre-novembre 1987
- Ragazzi,letture,libri game e scuola[98], novembre-dicembre 1987
- Ragazzi e libri gioco[99], marzo-aprile 1988
- Narrativa in classe[100], maggio-giugno 1988
- "C'era una volta il piacere di leggere...[101], agosto-settembre 1989
- Incontro con l'autore come "momento della verità"[102] 1992

#### L'educazione sessuale
- Educazione sessuale a scuola[103], marzo 1967
- Un'esperienza di educazione sessuale nella scuola dell'obbligo[92], gennaio 1972
- Un'esperienza di educazione sessuale nella scuola dell'obbligo[104], maggio-giugno 1973
- Dai ragazzi è nato il metodo di educazione sessuale[105], maggio 1975
- Con malizia e senza, Rubrica a cura di Giovanna Righini Ricci sul mensile "Duepiù", 1975 e 1976
- L'informazione sessuale nella scuola[106], aprile 1978
- Così si sposarono papà e mamma[107], 4/9/1979
- Esperienze di educazione sessuale nella scuola dell'obbligo[108], 1983

## Riconoscimenti
Alla scrittrice sono stati assegnati, tra gli altri, i seguenti riconoscimenti in ambito letterario: il 1º premio al Concorso Famiglia Romagnola (1963), il 1º premio al Premio Vado Ligure (1965); i primi premi al Concorso Letteratura per l'infanzia Città di Bitritto(1986 e 1990), il 1º premio al Premio Lunigiana (1990), la Medaglia d'Oro della Presidenza del Consiglio dei Ministri in occasione del Premio Castello (1972); il Premio Altino, per l'intera opera dell'autrice, infine il 1º premio al Premio Valtenesi (1998, postumo).
A Giovanna Righini Ricci è intitolata la biblioteca comunale di Conselice e le sono stati dedicati vari convegni. Nel 1995 l'Amministrazione Comunale di Conselice, in collaborazione con la casa editrice Il Capitello, ha inaugurato Il Premio nazionale di letteratura per ragazzi "Giovanna Righini Ricci".